# Scabiosa adzharica
Scabiosa adzharica är en tvåhjärtbladig växtart som beskrevs av Schchian. Scabiosa adzharica ingår i släktet fältväddar, och familjen Dipsacaceae. Inga underarter finns listade i Catalogue of Life.